# 银制勇敢勋章
银制勇敢勋章（義大利語：Medaglia al valor militare），在第一次世界大战期间，意大利的银制勇敢勋章被授予在战斗中表现特别勇敢的个人，根据其在战斗中表现出的英勇程度，授予相应的杠数。
该勋章最早由撒丁尼亞國王维托里奥·阿梅迪奥三世于1793年建立。